# Advanta Championships Philadelphia 2004 - Doppio
Il doppio del torneo di tennis Advanta Championships Philadelphia 2004, facente parte del WTA Tour 2004, ha avuto come vincitrici Alicia Molik e Lisa Raymond che hanno battuto in finale Liezel Huber e Corina Morariu con il punteggio di 7–5, 6–4.

## Teste di serie
1. Cara Black /  Rennae Stubbs (semifinali)
2. Anastasija Myskina /  Vera Zvonarëva (semifinali)

1. Alicia Molik /  Lisa Raymond (campionesse)
2. Liezel Huber /  Corina Morariu (finale)

## Tabellone

### Legenda
| - Q = Qualificato - WC = Wild card - LL = Lucky loser | - ALT = Alternate - SE = Special Exempt - PR = Protected Ranking | - w/o = Walkover - r = Ritirato - d = Squalificato |